# 滿洲國宮內府

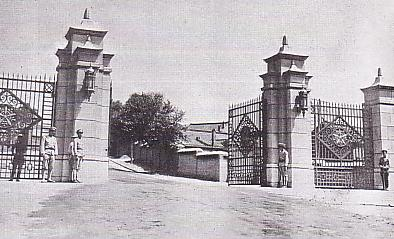
滿洲國宮内府

宮内府内

滿洲國宮内府為滿洲國處理皇室事務的機關。

## 概要
1934年3月1日轉行帝制後設立，於執政時代稱之為執政府（長官為府中令）。宮内府直轄於滿洲國皇帝，負責掌管宮內事務。宮内府大臣相對於皇帝有宮內事務的輔佐之責。
宮内府雖然獨立於國務院，但國政相關事務仍須經由國務總理大臣上奏。

## 歷任宮内府大臣
1. 沈瑞麟
2. 熙洽[1]